# 갈천약수
갈천약수는 강원특별자치도 양양군 서면 갈천리에 위치한 약수이다. 갈천(葛川)이라는 이름은 옛날에 먹을 것이 없어 많이 굶었던 시절, 칡뿌리로 허기를 달랠 때 냇가에 칡물이 떠날 날이 없다는 데에서 유래하였다. 갈천약수는 '양양군지(襄陽郡誌)'에 함께 실린 오색약수에 가려져 다른 사람에게는 늦게 알려졌지만, 양양 주민들은 이 약수를 더 쳐 주는 편이다. 
약수의 성분은 철분(Fe), 나트륨(Na), 칼슘(Ca), 마그네슘(Mg), 칼륨(K), 망가니즈(Mn) 등으로 빈혈과 충치 예방에 효과가 있는데 주민들은 특히 위장병과 피부병에 좋다고 한다. 

## 찾아가는 길
양양군에서 국도 제56호선을 따라가다 미천골 입구를 지나 구룡령을 넘기 직전에 갈천리삼거리가 나온다. 여기서 우회전을 하면 바로 약수터 주차장이다. 여기서 1.5km쯤 걸어 오르면 갈천약수가 나온다.

## 같이 보기
- 구룡령
- 한국의 약수 목록

## 참고 서적
- '빛깔있는 책들'-한국의 약수